# Konstantinos Chalkias
Konstantinos "Kostas" Chalkias (grekiska: Κωνσταντίνος "Κώστας" Χαλκιάς), född 30 maj 1974 i Larissa i Grekland, är en grekisk före detta fotbollsmålvakt. Han är 199 centimeter lång. Han började sin karriär i Panathinaikos och har även spelat i bland annat Portsmouth i England, Real Murcia i Spanien samt Aris FC och PAOK i Grekland.